# 애기노랑토끼풀
애기노랑토끼풀(학명 Trifolium dubium Sibth., 1794)은 유럽과 서아시아 원산의 귀화식물이며 하천, 둑 등의 저지대 습지에서 자라는 한해살이풀이다. 줄기는 길이 20~40cm, 땅에 비스듬히 누워 자라며 전체에 거의 털이 없다. 잎자루는 길이 2~5mm이다. 잎은 어긋나며 작은잎 3장으로 된 겹잎이다. 작은잎은 도란형이고 끝이 살짝 들어갔으며 가장자리는 위쪽에만 톱니가 있다. 턱잎은 난상 피침형, 끝이 뾰족하고 밑부분은 줄기를 감싼다. 꽃은 5~6월에 피는데 노란색이고, 5~15개가 느슨하게 모여 달린다. 꽃자루는 길이 4cm쯤이고 잎보다 길다. 꽃받침은 길이 2mm쯤이고, 털이 없다. 꽃잎은 길이 3~4mm, 기판은 긴 타원형이며 5~7개의 뚜렷한 맥이 있다. 대한민국에서는 1992년 서울 한강철교 고수부지에서 처음으로 발견된 이래 제주도, 울릉도 등에 널리 분포한다. 국내에 분포하는 토끼풀속 식물 중에서 꽃이 노란색이므로 구분된다.

## 아일랜드 국화
애기노랑토끼풀(Trifolium dubium, the lesser trefoil, suckling clover, little hop clover 또는 lesser hop trefoil)은 꽃이 노란색으로 보다 작게 만발하는 식물이다. 이 종은 일반적으로 전통적인 아일랜드 토끼풀(클로버)을 대표하는 기본 식물로 인정된다.
유럽 원산이지만 도입종으로 세계 여러 곳에서 볼 수 있다.

## 갤러리

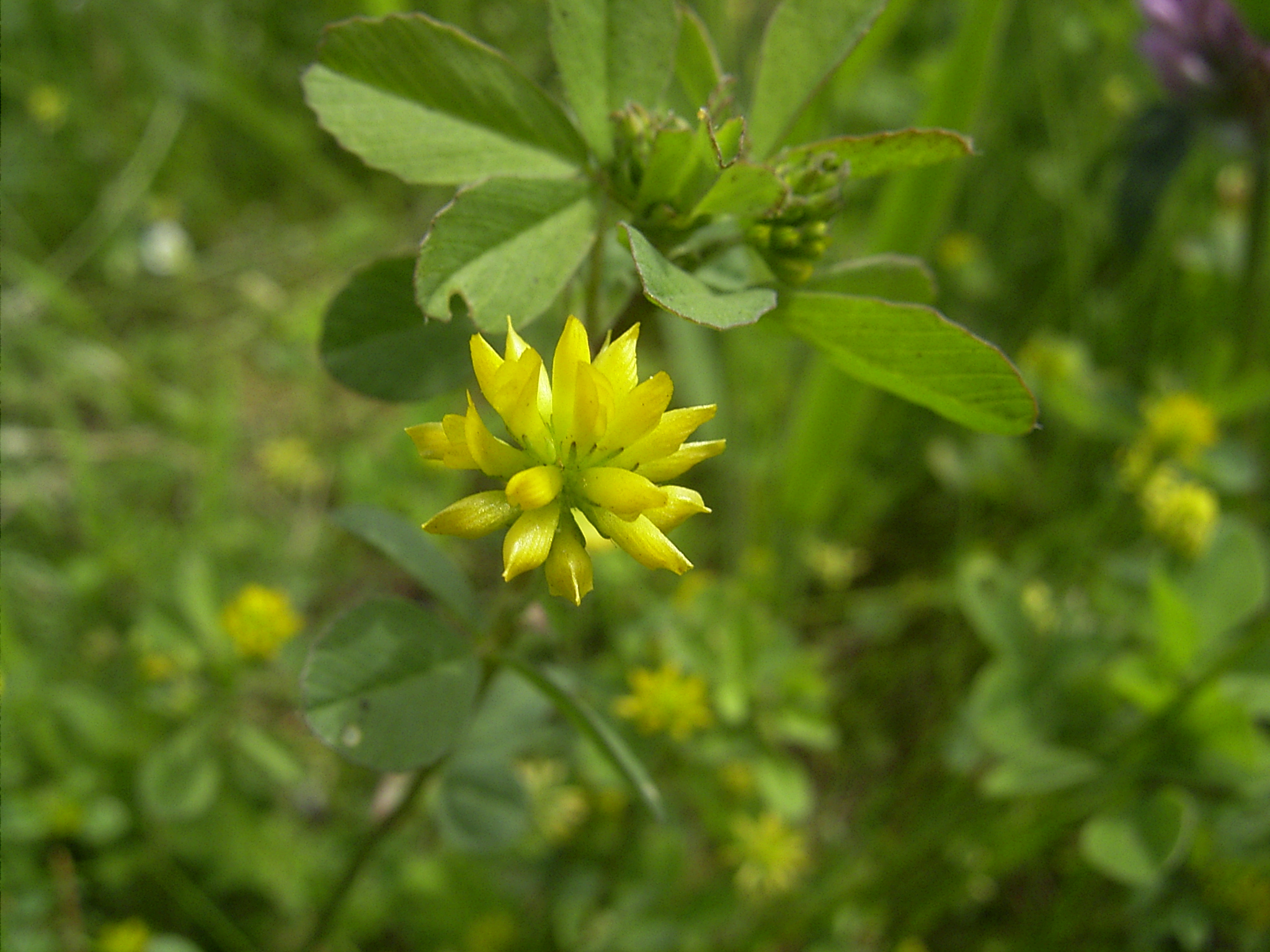
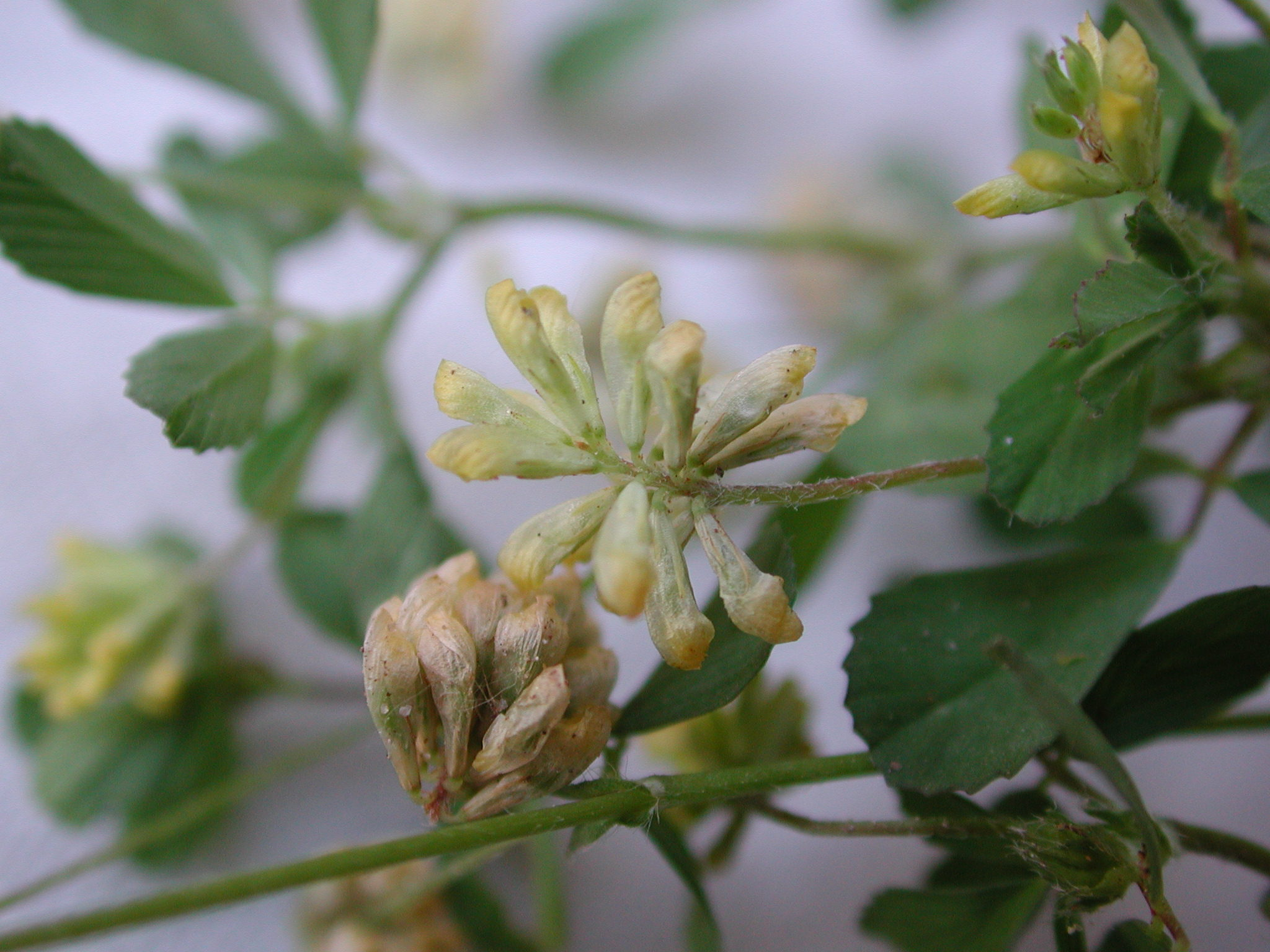
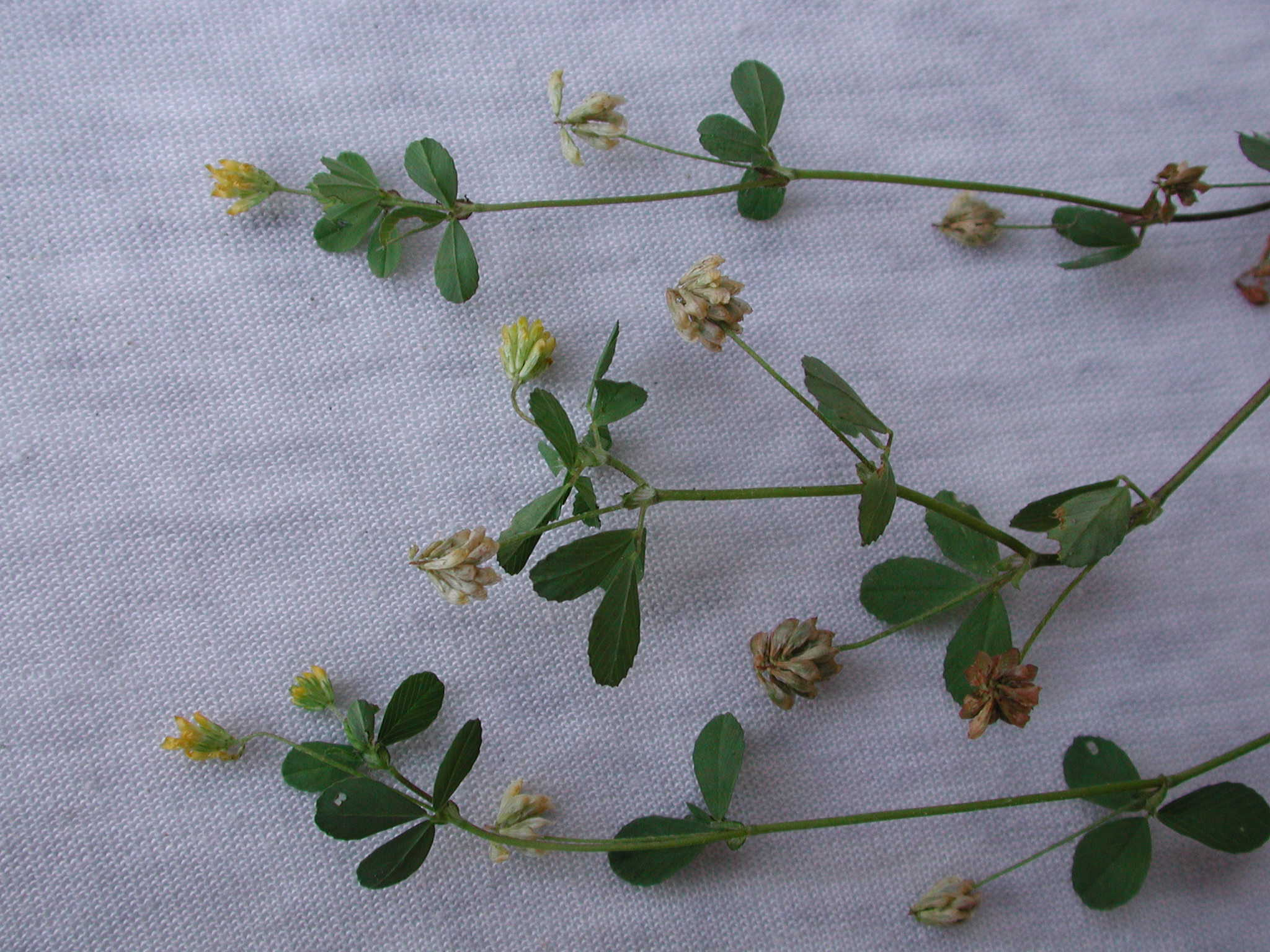
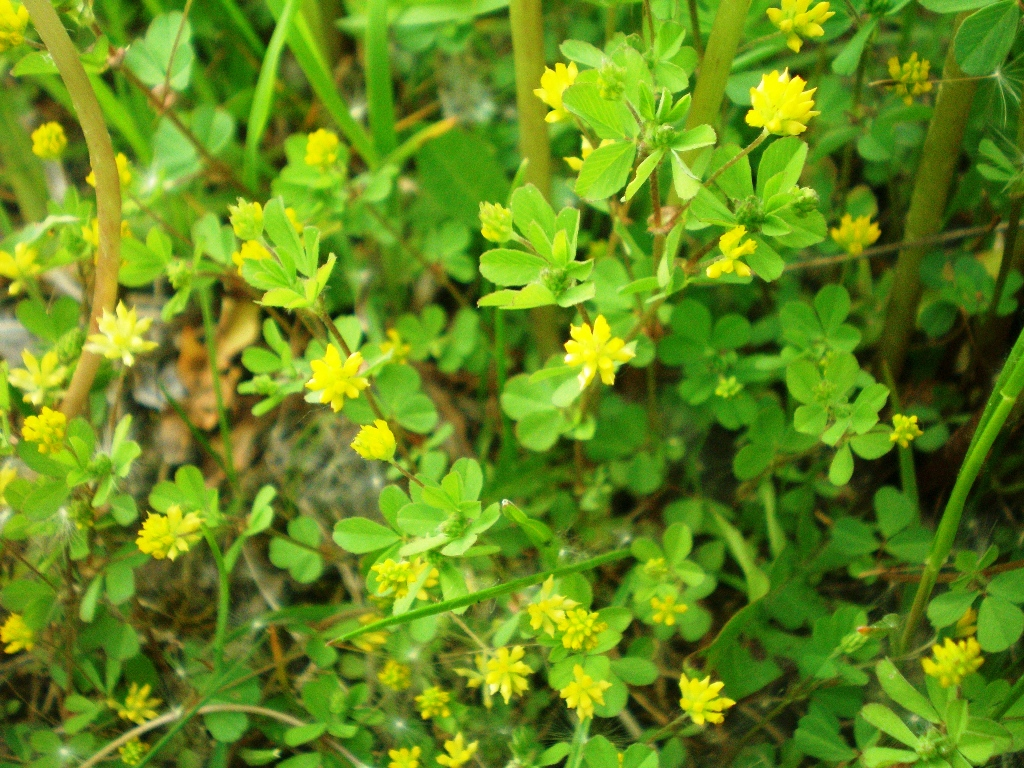
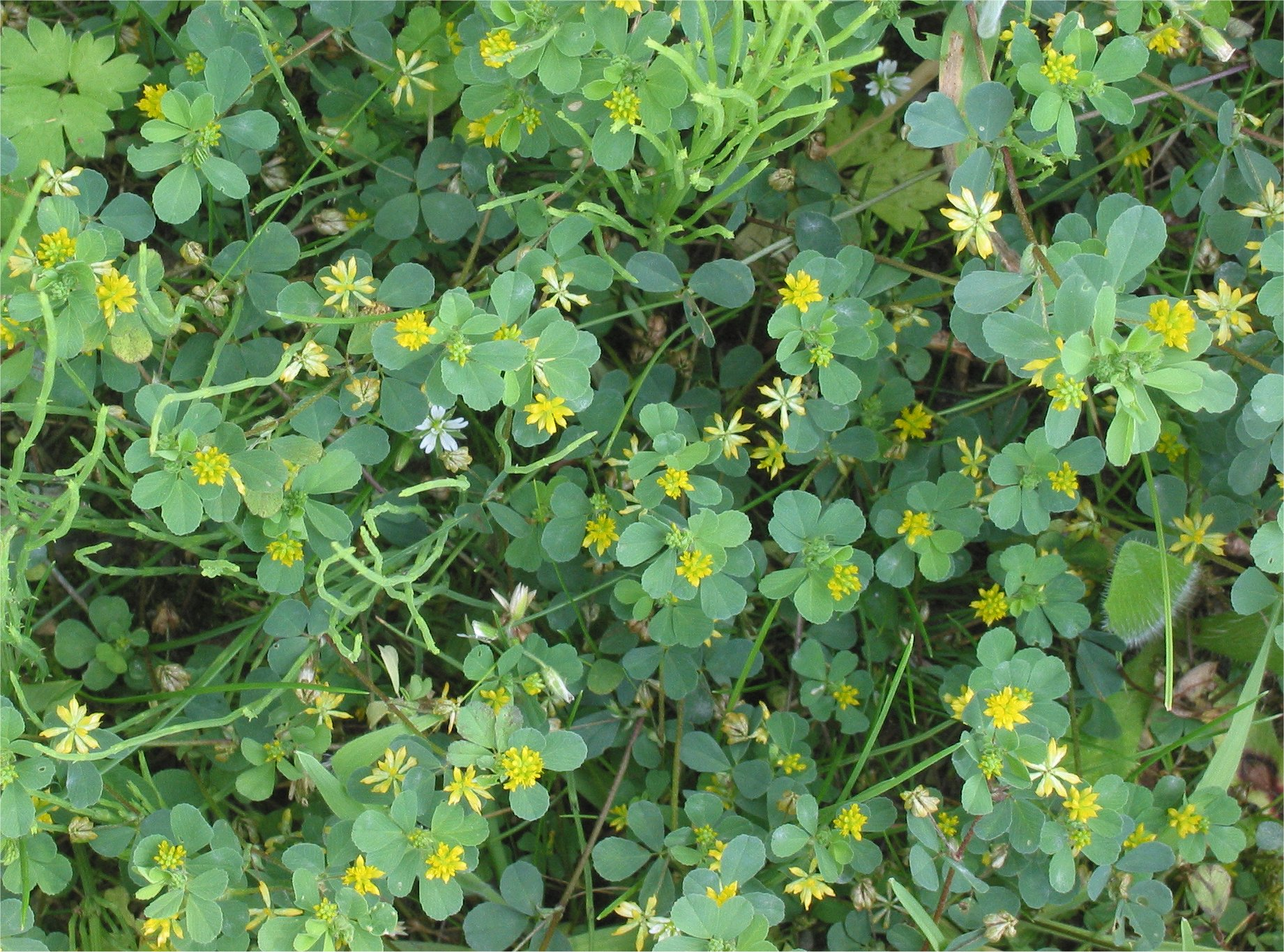

## 같이 보기
- 노랑토끼풀
- 제주달구지풀